# Wild in the Country (sang)
"Wild in the Country" er en komposition af George David Weiss, Hugo Peretti og Luigi Creatore og er indsunget af Elvis Presley. "Wild in the Country" er titelnummer til Elvis Presley-filmen Wild in the Country fra 1961. Sangen blev indspillet af Elvis hos Radio Recorders i Hollywood den 7. november 1960.
"Wild in the Country" blev udgivet som B-side på en singleplade, hvor A-siden var "I Feel So Bad" (Chuck Willis). Pladen, der blev udgivet af RCA og havde produktionsnummeret 47-7880, var på gaden 2. maj 1961, over en måned før filmens premiere.
Sangen kom senere på CD'en Double Features: Flaming Star/Wild In The Country/Follow That Dream fra 1995 og er endvidere på CD'en fra 18. juli 1995 Command Performances – The Essential 60's Masters, vol. 2, som er en samling af de bedre af Elvis' filmsange fra 1960'ernes mange spillefilm.

## Besætning
Ved indspilningen af "Wild in the Country" deltog:
- Elvis Presley – sang og guitar
- The Jordanaires – kor/baggrund
- Scotty Moore og Tiny Timbrell – el-guitar
- Jimmie Haskell – harmonika
- Dudley Brooks – klaver
- Meyer Rubin – basguitar
- D.J. Fontana – trommer

## Links
- Sangens tekst